# Csaba Gyüre
Dans le nom hongrois Gyüre Csaba, le nom de famille précède le prénom, mais cet article utilise l’ordre habituel en français Csaba Gyüre, où le prénom précède le nom.
Csaba Gyüre, né le 19 mai 1965 à Kisvárda, est une personnalité politique hongroise, député à l'Assemblée hongroise, membre du groupe Jobbik.